# Активы домохозяйства
Активы домохозяйства — любые ценности домохозяйства, обладающие денежной стоимостью.

## Виды активов
Имеются три вида активов домохозяйства реальные, оборотные и финансовые.
- Реальные активы составляют материальную базу домохозяйства. Чтобы отнести актив домохозяйства к категории реальных, необходимо одновременное выполнение следующих условий: 1) актив используется домохозяйством и выполняет некоторую функцию для обеспечения жизнедеятельности семьи; 2) Актив используется в течение длительного времени (более 12 месяцев); 3) Семья не планирует продать актив в ближайшее время. Реальными активами домохозяйства могут быть, например, квартира, дача, машина, мебель, бытовая техника[1].

- Оборотные активы используются краткосрочно, их необходимо регулярно пополнять. Такие активы можно подразделить на три группы: 1) продовольственные и хозяйственные товары, одежда, обувь; 2) фонды (краткосрочные накопления, сделанные для достижения некой цели); 3) наличные деньги[1].

- Финансовые активы приносят домохозяйству доход. Их можно реализовать без ущерба для жизнедеятельности семьи. К финансовым активам относятся сбережения, инвестиции и казна (недвижимость или другое имущество, сдаваемое в аренду, либо приносящее доход иным образом)[1].

Для анализа финансовой динамики домохозяйства необходимо периодически проводить ревизию активов.

## Базовый актив домохозяйства
Особым активом домохозяйства считается базовый актив — это сам человек. Базовый актив составляет совокупность профессиональных навыков человека, его здоровья и психологических особенностей.